# Société d'histoire et d'archéologie de Chalon-sur-Saône
La Société d’histoire et d’archéologie de Chalon-sur-Saône est une société savante fondée en 1844 à Chalon-sur-Saône.

## Histoire

### La création
C'est le 24 août 1844 que naît l'association dont les buts sont de donner à la ville une perspective historique ; la société se donnait aussi pour objectif de sauver de la destruction certaine « les vestiges des arts des vieux âges. »
Le président fondateur est Léopold Niépce.
Les premiers travaux portent sur la cathédrale Saint-Vincent (à l'initiative du président et de Marcel Canat de Chizy) et sur les fouilles archéologiques (à l'initiative de Jules Chevrier).
Quelques années après, la société contribue à la création du musée de Chalon, essentiellement par l'action de Jules Chevrier, devenu adjoint au maire.

## Organisation
Régie par la loi du 1er juillet 1901, la société, devenue association, est dirigée par un conseil d’administration qui se réunit périodiquement. Une assemblée générale est convoquée chaque année.
Roland Demain est l’actuel président de la SHAC.
Composent le bureau de la SHAC, outre le président, Claude Elly, Marie-Thérèse Suhard et Jacques Madignier, respectivement vice-président, trésorière et secrétaire.
Les locaux de la société savante sont situés au n° 9 de la rue Philibert-Guide à Chalon-sur-Saône. Des permanences y ont lieu chaque mardi, de 16 heures à 18 heures. 
Pour tout courrier : Société d'histoire et d'archéologie de Chalon-sur-Saône, 9 rue Philibert Guide, 71100 CHALON-SUR-SAÔNE. Téléphone : 03 85 93 41 71.
La SHAC est ouverte à toutes les personnes s’engageant à respecter les statuts de l’association.

## Les présidents successifs de la société
Ont successivement présidé la société savante de Chalon-sur-Saône depuis sa fondation :
- 1844 : Léopold Niépce ;
- 1856 : Marcel Canat de Chizy ;
- 1892 : Adrien Arcelin ;
- 1905 : Charles Gindriez ;
- 1911 : Auguste Courballée ;
- 1912 : Joseph Roy-Chevrier ;
- 1930 : Raoul Violot ;
- 1953 : Louis Armand-Calliat[2] ;
- 1966 : Bernard Tremeau ;
- 1969 : Gilbert Prieur ;
- 1973 : Louis Bonamour ;
- 1991 : Jean-Paul Thomas ;
- 1999 : Gilles Platret ;
- en cours : Roland Demain.

## Publications
La société savante de Chalon-sur-Saône publie :
- trois fois par an un bulletin dont le titre est Chroniques châlonnaises (n° 94 en janvier 2025) ;
- chaque année ses Mémoires (tome 92 en 2024).